# Núi Kinpu
Núi Kinpu (金峰山 Kinpu-san), hay Núi Kinpō (金峰山 Kinpō-san) là một ngọn núi thuộc dãy núi Okuchichibu, tọa lạc trên ranh giới hai tỉnh Nagano và Yamanashi, Nhật Bản.
Núi này là một trong 100 núi nổi tiếng Nhật Bản. Cao 2599m, là đỉnh cao thứ nhì thuộc dãy núi Okuchichibu.

## HÌnh ảnh

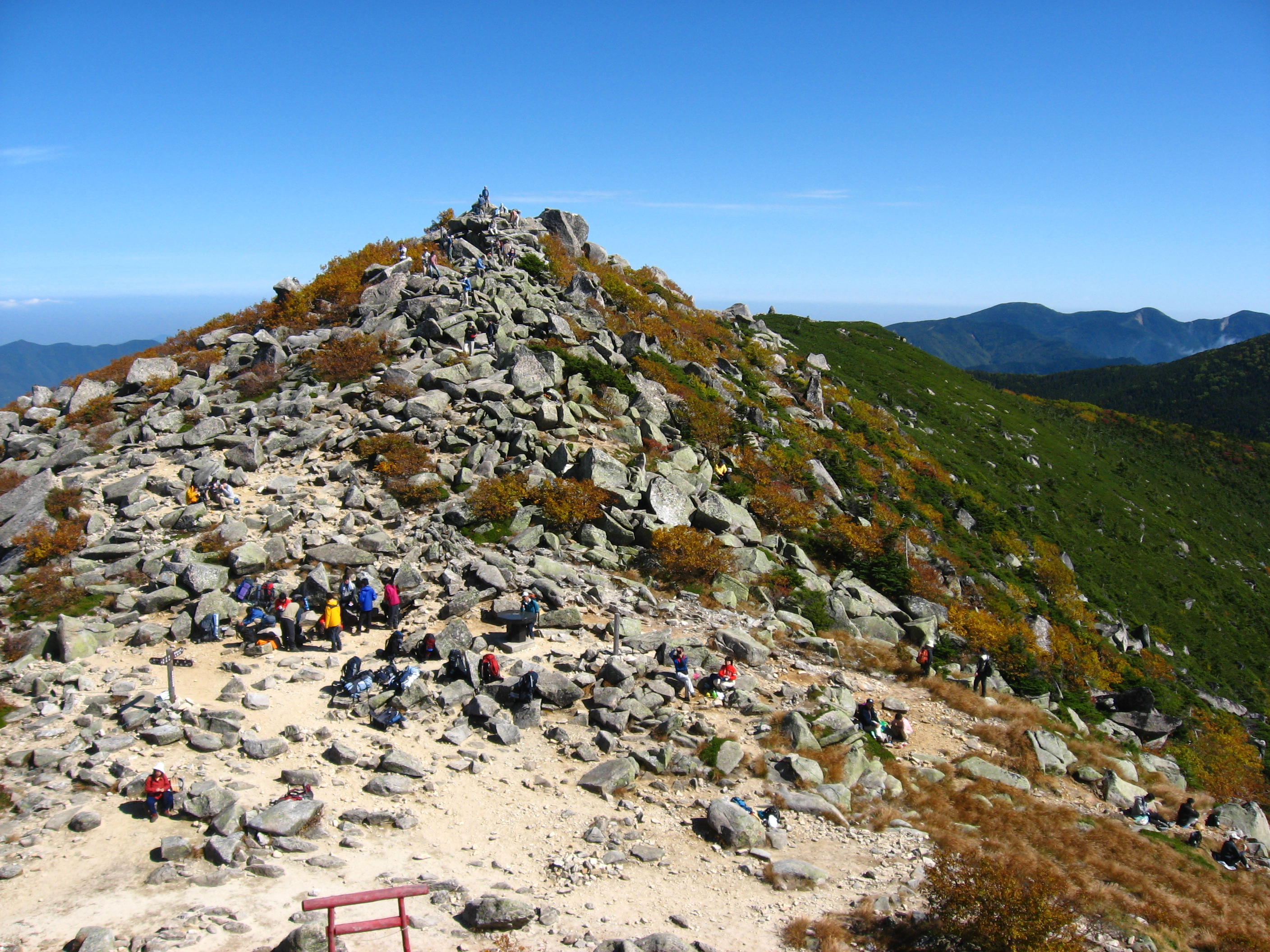
Đỉnh núi Kinpu.
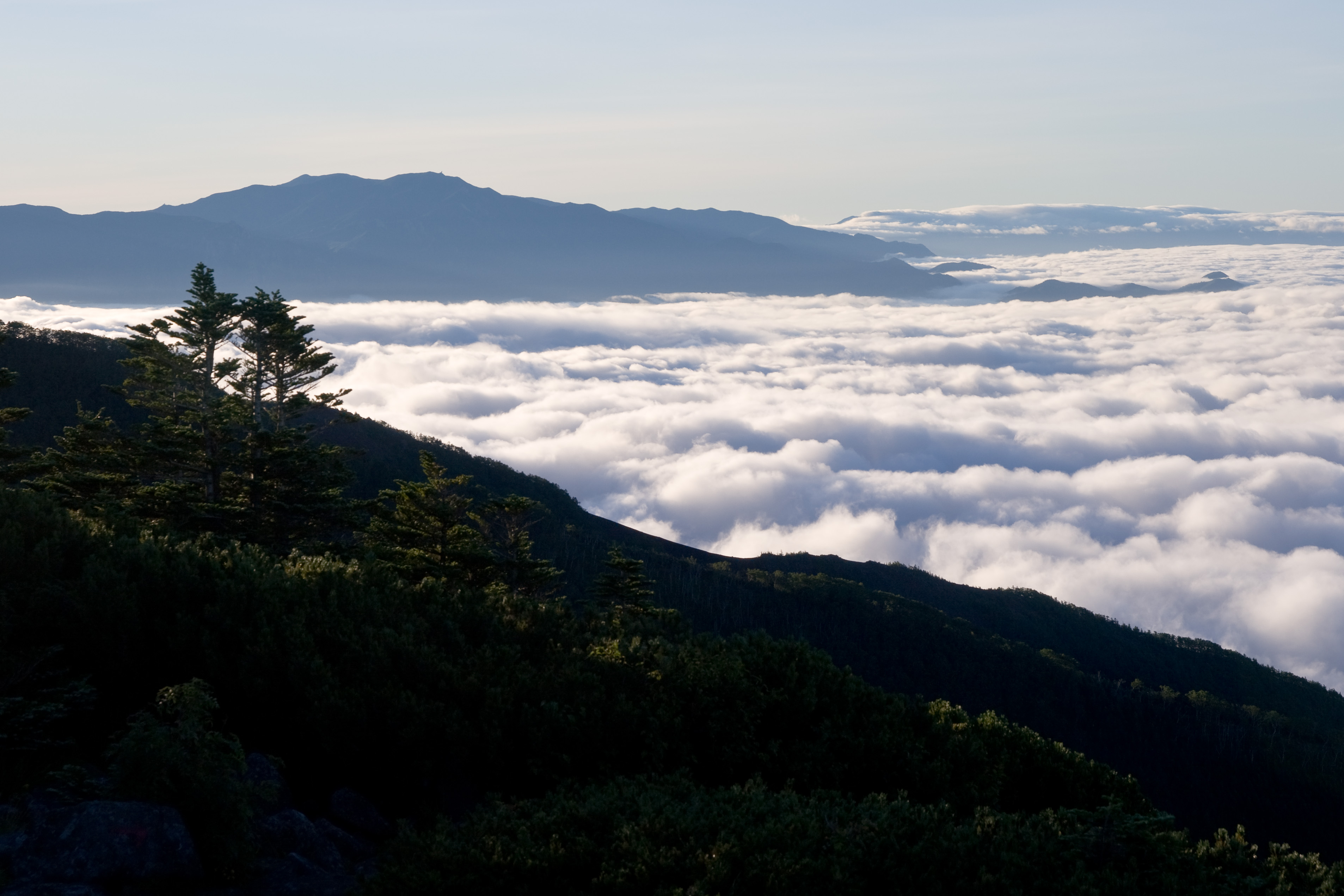
Nhìn từ núi Amigasa.
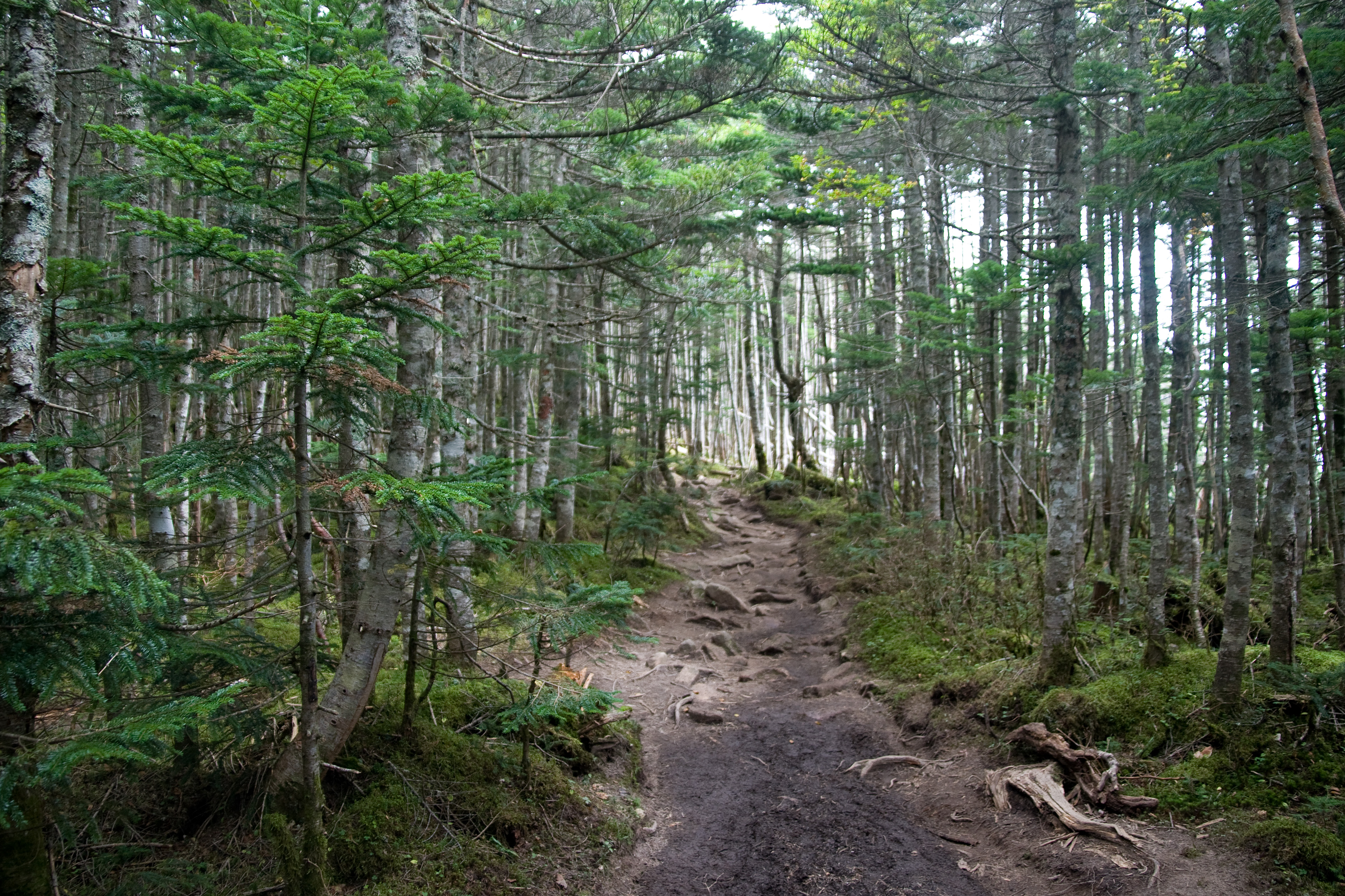
Rừng cây tùng bách trên núi Kinpu.